# Anisopodus punctipennis
Anisopodus punctipennis là một loài bọ cánh cứng trong họ Cerambycidae.